# 곤충관
곤충관(昆蟲館)은 곤충을 전시하는 박물관이다. 다양한 종류의 곤충을 비롯한 동물을 상설 전시한다.

## 같이 보기
- 테라리움
- 수족관